# Зоологічний міст
Зоологічний міст  — пішохідний міст через Клочківський узвіз в центрі міста Харкова. Розташований в самому початку проспекту Незалежності. З'єднує дві частини Нагірного району: район університету та зоопарку з Задержпром'ям.
«Зоологічний міст» — офіційна назва моста, яке було затверджено рішенням міської ради м. Харкова, 22 червня 2012 року. Так само міст відомий в народі під неофіційною назвою «міст закоханих».

## Історія
Спорудження моста відбулося в період після Другої світової війни, ймовірно, у 1952 році. Історична назва моста — Пасіонарії — походить від назви однойменного спуску, який було названо на честь іспанської комуністки Долорес Ібаррурі. Конструкція моста металева, настил дерев'яний. Через те, що навантаження не розраховано на проїзд автомобілів, на обох боках мосту були встановлені тумби, що перегороджували проїзд.
З кінця 2000-х років (після 2007) міст став популярним серед закоханих пар, переважно харківських студентів, які почали вішати замки на його бильцях як символ вічного кохання. Звідси походить неофіційна назва — Міст закоханих. Закохані вішали на його огорожу безліч замків — від маленьких для поштових скриньок до комірних, закривали їх, а ключі забирали із собою або викидали. Іноді на замках писали свої імена та дату, або вішали замки, що скріплюють два замки трохи менше. Міська влада пропонувала на початку 2009 року спиляти всі замки, оскільки вони псують архітектурний вигляд моста. Традиція вішати замки на бильця з'явилася в Європі на початку 2000-х, коли в Італії вийшов роман Федеріко Моччіа «Три метри над небом». Нібито, повісивши замок на мосту та кинувши ключ у воду, закохані «топлять» всі колишні зв'язки, а союз нерозривний, якщо ключа немає.
У 2010 році, до 23 серпня — Дня міста — було проведено ремонт моста та встановлено підсвічування. Замки при цьому залишили.
Існує неправильна думка деяких харківських ЗМІ, що цей міст перенесений з Соборного узвозу зі зруйнованого під час війни пасажу Пащенко-Тряпкін. Це не так, бо перенесений міст з'єднував дві сторони яру перед зоопарком в міському саду Шевченка, до його знищення при останній перебудові саду.
У 2021 році міст зазнав капітального оновлення у зв'язку з реконструкцією Харківського зоопарку. Стару конструкцію було повністю демонтовано у травні того ж року, а новий міст відкрито 23 серпня — у День міста. У процесі реконструкції укріпили фундамент, встановили новий дугоподібний опорний каркас та додали бокові аркові елементи, які одночасно виконують опорну та декоративну функції. Настил нового мосту кам'яний. Під час реконструкції всі встановлені раніше замки було знято, однак нові сталеві троси, що слугують огорожею, дозволяють відновити романтичну традицію. Для нового мосту зроблена оригінальна нічна ілюмінація, яка працювала у 2021 році. З боку зоопарку зроблено стоянку з алеєю та місцями відпочинку.

## Галерея

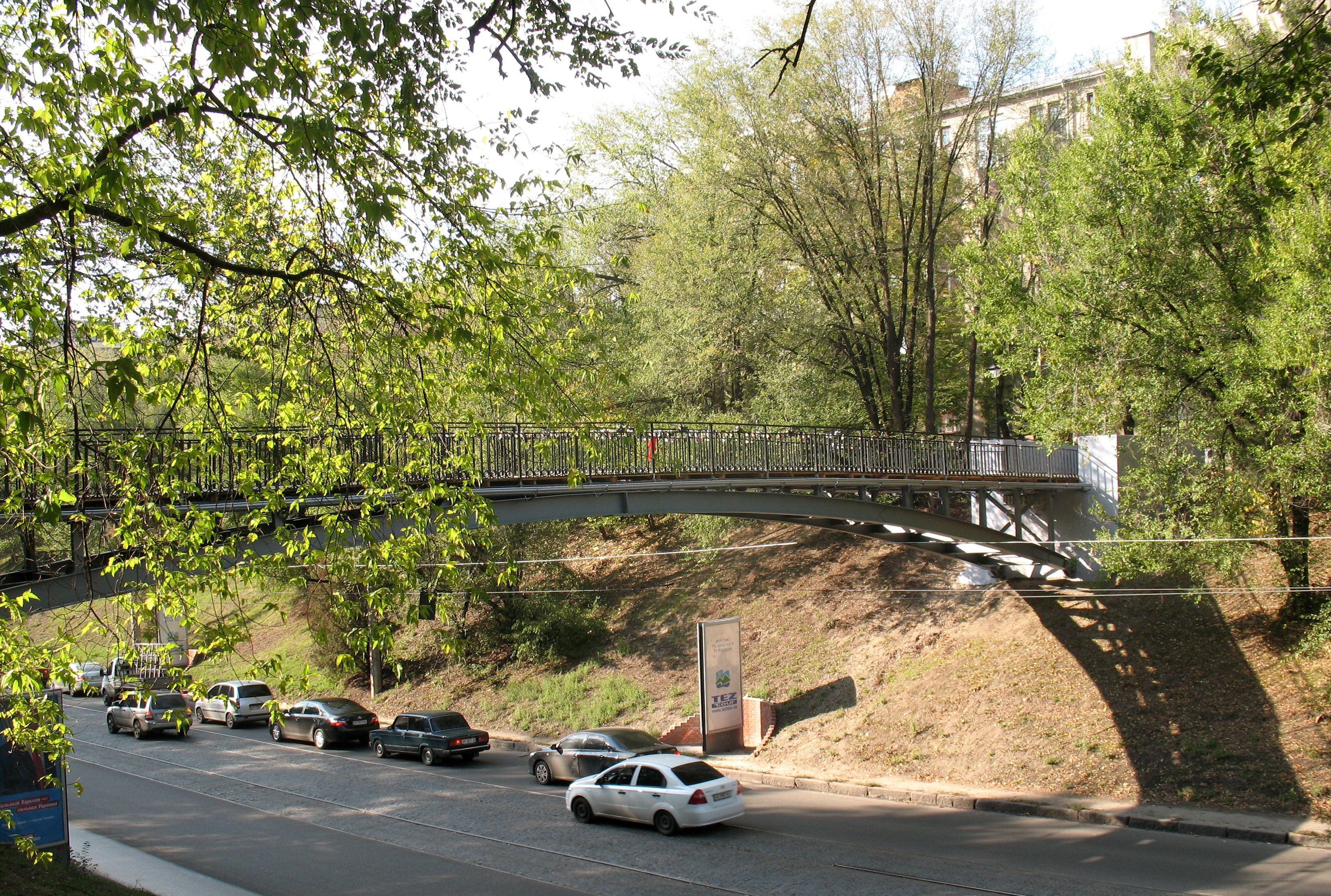
Старий міст
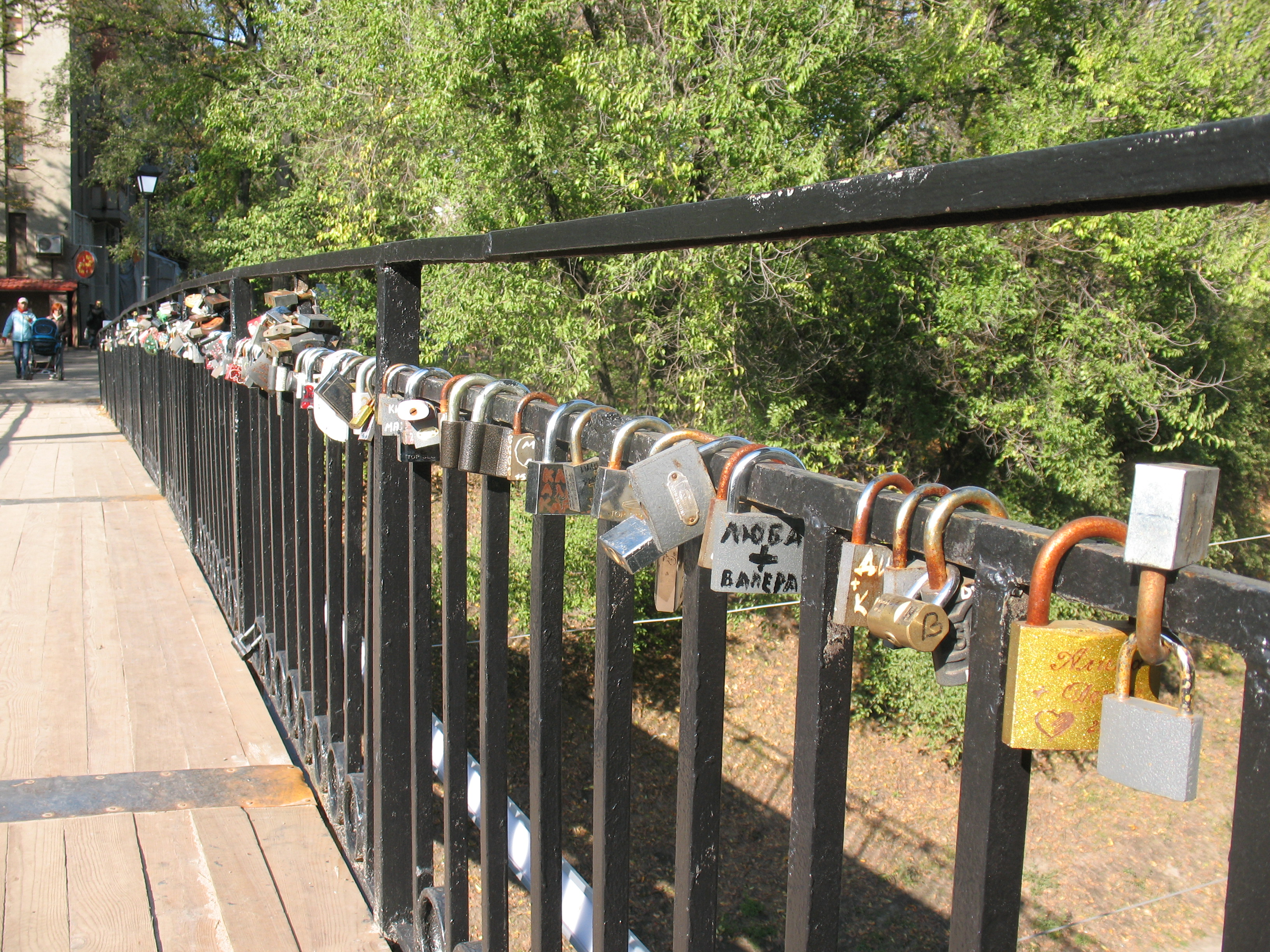
Замки на старому мосту
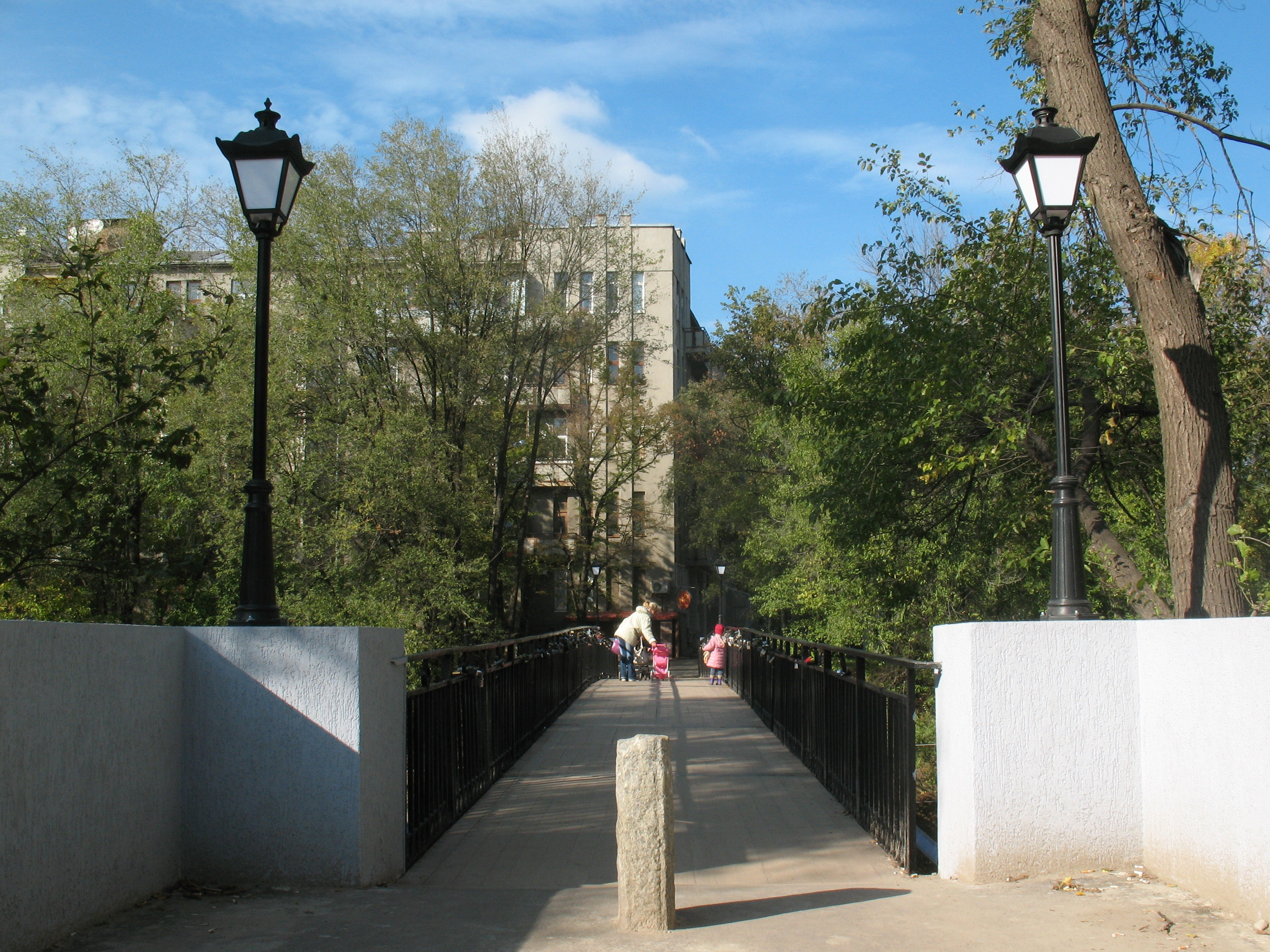
Старий місток з боку зоопарку
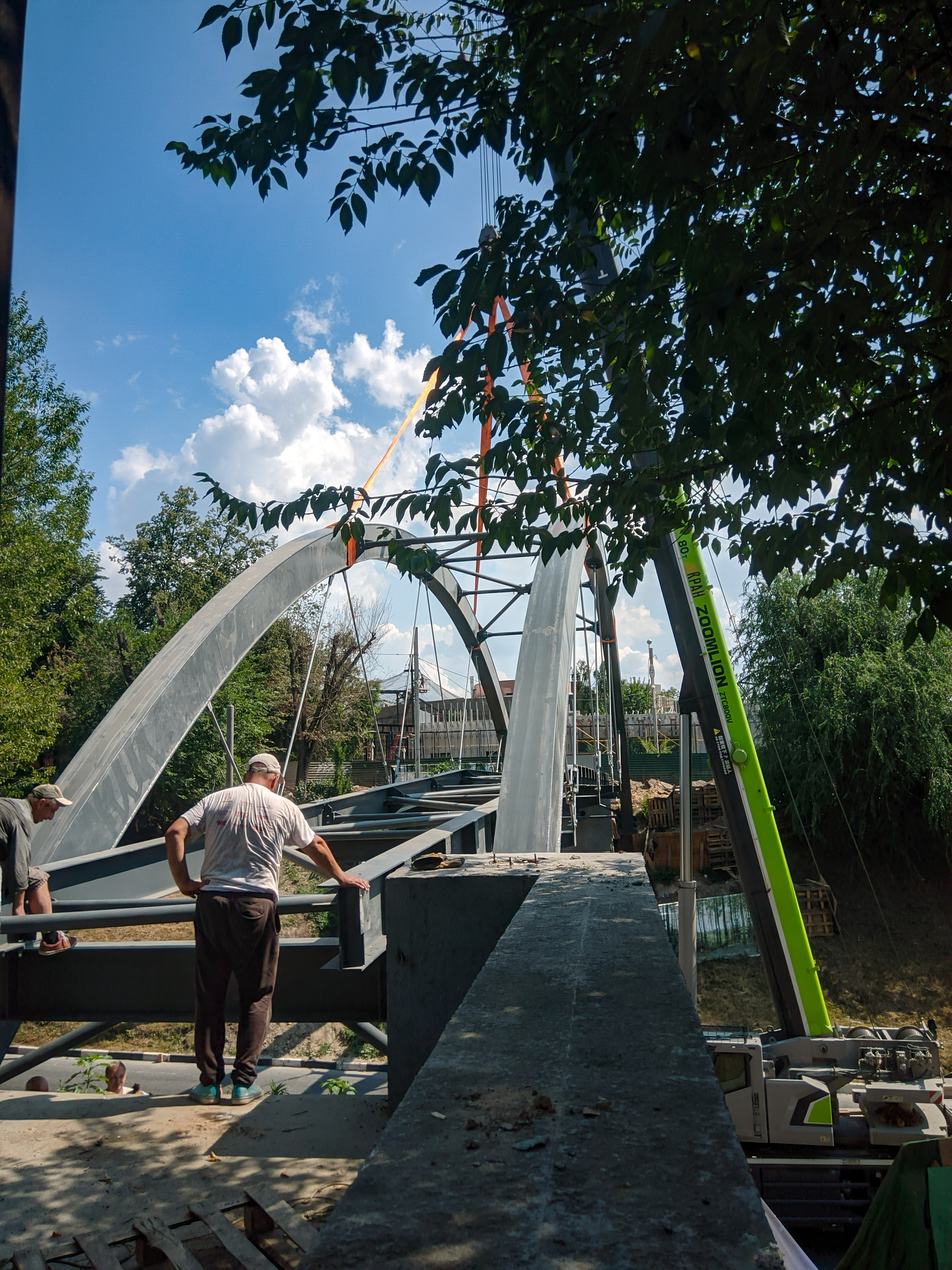
Встановлення сучасного мосту
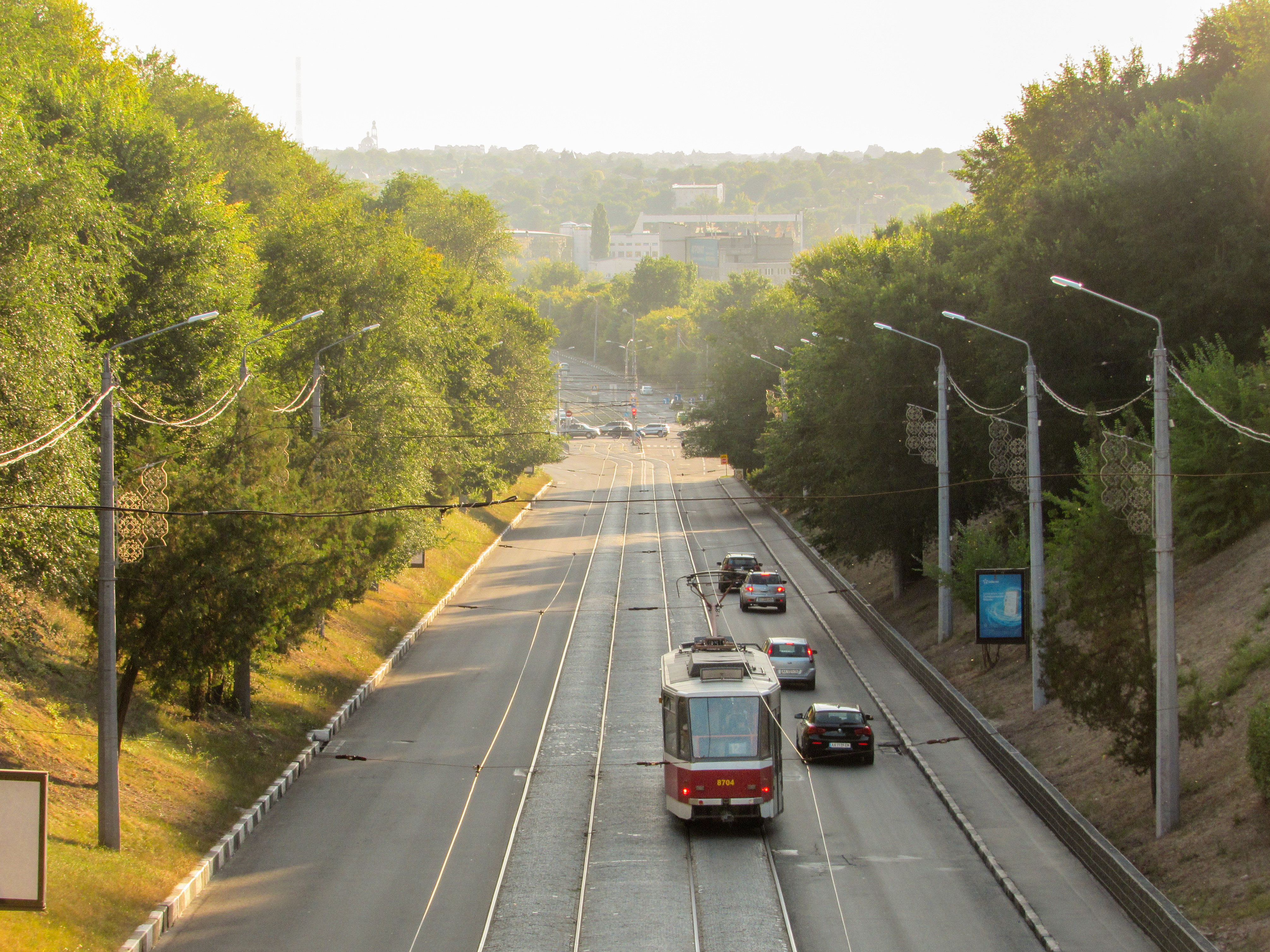
Краєвид з мосту в бік Клочківської вулиці